# Allowoodsonia
Allowoodsonia je monotipski biljni rod iz porodice zimzelenovki. Jedina vrsta koja mu pripada je endem sa Salomonskih Otoka, Allowoodsonia whitmorei
Rod je opisan 1967.